# 福建警察学院
福建警察学院是一所以培养公安机关人民警察和公共安全保卫专业等人才为主的全日制本科院校。福建警察学院实行省公安厅和省教育厅双重领导，以省公安厅为主的管理体制。

## 历史沿革
福建警察学院前身为始建于1949年8月的福建省警务干部学校。1950年，福建省警务干部学校更名为福建省公安干部学校。1969年，撤销福建省公安干部学校。
1974年，复校，更名福建省政法学校。1978年，创建福建省政法学校中专班。1979年，更名福建省公安干部学校。1980年，中专班分出，升格福建人民警察学校（一说福建省人民警察学校），合署办公。1984年，福建省公安干部学校独立办学，升格福建公安专科学校。福建人民警察学校独立办学。1993年，福建公安专科学校更名为福建公安高等专科学校。
2000年4月，福建省人民警察学校和福建公安高等专科学校合并为福建公安高等专科学校。2007年5月15日，教育部下发《关于正式建立福建警察学院的通知》，同意福建公安高等专科学校升格为福建警察学院，系本科层次的普通高校。2007年9月7日，福建警察学院正式揭牌。
1985年，成立福建省警官学校，由福建省司法厅管理，为司法行政机关人民警察中等教育院校。2004年2月，批准组建福建警官职业学院。2010年，福建警官职业学院并入福建警察学院。2020年5月11日，中华人民共和国教育部同意备案，正式撤销福建警官职业学院。合并后，原福建警官职业学院资源改建为福建警察学院司法专业。

## 系部设置
学院设有11个教学机构。
- 侦查系
- 刑事科学技术系
- 治安系
- 公安管理系
- 法律系
- 警察战术系
- 计算机与信息管理系
- 刑罚执行系
- 马克思主义学院•思想政治理论课教学部
- 警察体育教学训练部
- 基础课教学部

## 专业设置
设有公安类10个专业，司法类1个专业，普通类4个专业。

### 公安类

#### 侦查系
- 侦查学
- 经济犯罪侦查
- 国内安全保卫
- 禁毒学

#### 刑事科学技术系
- 刑事科学技术
- 食品药品环境犯罪侦查技术

#### 治安系
- 治安学
- 交通管理工程

#### 警务战术系
- 警务指挥与战术

#### 计算机与信息管理系
- 网络安全与执法

### 司法类

#### 刑罚执行系
- 监狱学

### 普通类

#### 法律系
- 法学

#### 公安管理系
- 应急管理
- 海外安全管理

#### 计算机与信息管理系
- 信息安全